# مايك الكسندر
مايك الكسندر (بالإنجليزية: Mike Alexander)‏ هو لاعب كرة قدم أمريكية أمريكي، ولد في 19 مارس 1965 في مانهاتن في الولايات المتحدة.

## وصلات خارجية
- مايك الكسندر على موقع مرجع كرة القدم المحترفة.كوم (الإنجليزية)